# Labouheyre

Labouheyre este o comună în departamentul Landes din sud-vestul Franței. În 2009 avea o populație de 2.556 de locuitori.

## Evoluția populației
| An        | 1975  | 1982  | 1990  | 1999  | 2006  | 2009  |
| --------- | ----- | ----- | ----- | ----- | ----- | ----- |
| Populație | 2.649 | 2.849 | 2.816 | 2.534 | 2.507 | 2.556 |